# Саманлі
Саманлі (тур. Samanlı Dağları) — невисокий гірський хребет у західній частині півострова Мала Азія (Туреччина). Починається поблизу мису Бозбурун, на березі Мармурового моря, і далі по півострів Боз горизонтально йде на схід до м. Гейве, розташованого в долині р. Сакарья. На північному схилі бере початок р. Серіндере, на південь від центральної частини хребта лежить Ізнікське озеро, яке живлять струмки, що стікають із південного схилу. Висоти поступово підвищуються при русі із заходу (макс. бл. 900 м) на схід (макс. 1601 м). По схилах розташовані оливкові гаї, сади, біля підніжжя — міста Ялова, Гельджюк, Орхангазі, Ізнік та ін.

## Виноски
1. ↑  Яндекс. Карти. Архів оригіналу за 13 квітня 2014. Процитовано 9 квітня 2014.